# Vuelo 3411 de United Express
El incidente del vuelo 3411 de United Express ocurrió en el Aeropuerto Internacional O'Hare en Chicago el 9 de abril de 2017, cuando David Dao Duy Anh, un pasajero vietnamita-estadounidense, resultó herido mientras era retirado por la fuerza de un vuelo con exceso de reserva. Dao, un neumólogo y músico popular, se negó a renunciar a su asiento cuando se lo solicitaron. Los oficiales del Departamento de Seguridad Aérea de Chicago fueron llamados para sacarlo del avión; en el proceso, golpearon la cara de Dao contra un reposa brazos, luego lo empujaron, aparentemente inconsciente, por sus brazos a lo largo del pasillo del avión, pasando las filas de los pasajeros que miraban. Antes de la confrontación, los gerentes ofrecieron cupones de viaje a los pasajeros para que desalojaran sus asientos a fin de dejar espacio para cuatro empleados de la aerolínea sin rumbo que necesitaban viajar al destino, pero ninguno de los pasajeros aceptó. La aerolínea luego seleccionó a cuatro pasajeros para el retiro involuntario del vuelo. Otros tres pasajeros acordaron abandonar el vuelo, y Dao fue seleccionado para ser el cuarto. Republic Airline operó el vuelo de pasajeros programado en nombre de United Express, una sucursal regional de United Airlines.
El vídeo del incidente registrado por los pasajeros se volvió viral en las redes sociales, lo que provocó enojo por el incidente violento. Los políticos expresaron preocupación y pidieron una investigación oficial. El presidente de los EE. UU., Donald Trump, criticó a United Airlines y calificó de "horrible" su tratamiento de clientes.
A la mañana siguiente, el CEO de United, Oscar Muñoz, emitió una declaración que parecía justificar la remoción de Dao, refiriéndose a esto como "reacomodación de los clientes". Muñoz también envió un correo electrónico al personal de United elogiando las acciones de la tripulación por el seguimiento establecido. procedimientos, y refiriéndose a Dao como "disruptivo" y "beligerante". La descripción de Dao como "disruptivo" y "beligerante" contradijo las descripciones de los pasajeros sobre el incidente. El pasajero Jason Powell afirmó que Dao no era beligerante, sino que dijo: "Era muy educado, práctico". El video del celular de la pasajera Joya Cummings también contradecía la descripción de Muñoz de Dao como beligerante.
Muñoz y United fueron duramente criticados por sus declaraciones iniciales. Dos días después del incidente, Muñoz emitió una declaración adicional, disculpándose y prometiendo que este tipo de incidente nunca volvería a ocurrir en un avión de United. Él dijo: "Nadie debería ser maltratado de esta manera". En una entrevista de la cadena ABC, le preguntaron a Muñoz: "¿Crees que Dao tuvo la culpa de alguna manera?" Muñoz respondió: "No, no puede ser. Era un pasajero que pagaba sentado en nuestro asiento en nuestro avión". A Muñoz se le negó una promoción previamente planificada para presidente de United como resultado del incidente. Dao alcanzó un acuerdo "amistoso" con United el 27 de abril, cuyos términos no fueron anunciados públicamente.

## Incidente
Justo antes de las 5:40 p.m. el 9 de abril de 2017, después de que los pasajeros se sentaron en el avión 3411 de United Express, pero mientras el avión aún estaba en la puerta de embarque, el agente de United Gate anunció que habría que retirar a cuatro pasajeros, para acomodar a cuatro miembros del personal que tenían para cubrir un vuelo sin personal en otra ubicación. Los miembros de la tripulación originalmente estaban programados para tomar el vuelo 4448, que debía partir a las 2:55 p.m., pero ese avión estaba experimentando un retraso mecánico importante y tenía la posibilidad de ser cancelado. La tripulación no fue reservada para el vuelo 3411 hasta las 5:21 p.m., 19 minutos antes de la hora de salida programada del vuelo 3411. 
Varios pasajeros declararon que la situación se agravó rápidamente y se volvió aún más problemática debido a la conducta del supervisor, Danielle Hill. Según el pasajero Tyler Bridges, "un supervisor de la aerolínea caminó hacia el avión y anunció bruscamente: 'Tenemos empleados de United que necesitan volar a Louisville esta noche ... Este vuelo no saldrá hasta que cuatro personas se bajen'". El pasajero Jason Powell confirmó esta cuenta y dijo que no entendía por qué Hill manejaba la situación con un tono tan molesto y beligerante. "El tono de inmediato me apagó", dijo Powell. "Aceleró la situación. Fue un liderazgo deficiente". En una carta al Chicago Tribune, Powell dijo: "El repugnante mal manejo de la situación incluyó a todos, desde el agente de boletos grosero que exigió que este hombre renuncie a su asiento en El vuelo del United overbooked ... "
En una entrevista con CNN, el pasajero John Klaassen dijo: "después de que se hizo la primera oferta, el empleado de United se retiró y se intensificó ... si hubieran intentado algo de diplomacia, nada de esto tenía que llevarse a cabo ... no estaban dispuestos a negociar "La pasajera Mary Myers culpó a Hill y dijo:" Realmente puse todo esto sobre sus hombros. Ella podría haber hecho una diferencia. Ella podría haberlo manejado de manera diferente. Ella fue la que lo comenzó todo ".
Además, Myers le indicó a Dao que le suplicara a Hill que no lo retirara del vuelo y le explicó que como médico no podía perder su vuelo de regreso a casa. "Dijo: 'No puedo bajar del avión. Tengo que llegar a casa Soy doctor. Tengo que ir al hospital por la mañana "." Myers declaró además que la respuesta de Hill no fue apropiada. "Ella dijo: 'Bueno, entonces tendré que llamar a la policía y hacer que te escolten del avión'. En mi opinión, creo que un buen supervisor nunca habría dejado que la situación se intensificara hasta ese punto. Honestamente, creo que la culpó por todo el suceso. No necesitaba saltar a ese nivel ". 
Si se retiraban voluntariamente, a los pasajeros inicialmente se les ofrecían vales de US $ 400 para viajes futuros en United, una estadía en un hotel y un asiento en un avión que salía más de 21 horas después. Sin voluntarios, la oferta se incrementó a $ 800 en vales. Aún sin voluntarios, un gerente abordó e informó al vuelo que cuatro personas serían elegidas por computadora. Una portavoz de United ha declarado desde entonces que la selección se basa en factores específicos, incluida la prioridad de permanecer a bordo para los viajeros frecuentes y aquellos que pagaron una tarifa más alta. Tres de los pasajeros seleccionados, una pareja y una mujer que se cree que era la esposa de Dao, aceptaron irse. El cuarto pasajero seleccionado, David Dao, de 69 años, un médico asiático-estadounidense de Elizabethtown, Kentucky, se negó, diciendo que necesitaba ver pacientes al día siguiente en su clínica. El personal de United Airlines solicitó asistencia del Departamento de Seguridad de la Aviación de Chicago, cuyos poderes difieren de los del Departamento de Policía de Chicago; Los agentes no pueden, por ejemplo, presentar informes de arresto. 
Dao se negó a abandonar su asiento y fue arrastrado gritando; sufrió lesiones en la cabeza y la boca cuando, según otro pasajero, el oficial James Long lo arrojó contra el apoya brazos antes de arrastrarlo por el pasillo por los brazos, aparentemente inconsciente. Durante el altercado, varios pasajeros angustiados por el incidente abandonaron voluntariamente el avión. Según los relatos de testigos oculares de pasajeros, los oficiales se rieron cuando Dao fue arrastrado fuera del avión.  El personal de Four Republic Airline luego se sentó en los asientos vacantes. Poco después, Dao logró volver a abordar la aeronave, diciendo repetidamente: "Tengo que irme a casa" y "Sólo mátame". Finalmente, se desplomó en un asiento y fue retirado de la aeronave en una camilla. Los pasajeros restantes se despacharon mientras se limpiaba la sangre del incidente.
Dao fue visto con una cara ensangrentada después de que lo sacaron del asiento. [40] Otros pasajeros en el vuelo grabaron el evento en video usando cámaras de teléfonos inteligentes; los videos fueron amplia mente difundidos en las redes sociales.  Otro pasajero informó haber escuchado a Dao afirmar que había sido elegido debido a su origen étnico. Dao fue trasladado al hospital con lesiones que no amenazaban su vida, incluida la rotura de la nariz, la pérdida de dos dientes frontales, lesiones sinusales y "una conmoción cerebral importante"; las lesiones requerían cirugía reconstructiva, según el abogado de Dao. 
El vuelo salió a las 7:21 p.m. CDT, dos horas y dos minutos más tarde de lo programado. Llegó a Louisville a las 9:01 p.m. CDT, dos horas tarde.

## Secuelas
Una declaración del 11 de abril de 2017 de los bufetes de abogados Golan Christie Taglia y Corboy & Demetrio, quienes dijeron que representaban a Dao, indicaron que la familia de su cliente "quiere que el mundo sepa que están muy agradecidos por el derramamiento de oraciones, la preocupación y el apoyo". 
Los tres oficiales que respondieron al incidente fueron James Long, Mauricio Rodriguez, Jr. y Steven Smith. Su supervisor fue el sargento John Moore. Long acababa de regresar al trabajo después de ser suspendido por insubordinación, después de ignorar las órdenes de un supervisor para evitar que los vehículos conduzcan en un área restringida del aeropuerto. Long fue puesto en licencia administrativa poco después del incidente con Dao; Rodríguez y Smith fueron puestos en licencia administrativa el 12 de abril. Su supervisor, el Sargento John Moore, fue puesto en licencia administrativa el 19 de abril Moore había sido disciplinado al menos siete veces desde 1999 hasta 2009 por no presentarse al trabajo sin notificar a un supervisor.  El Departamento de Aviación de Chicago dijo que "el incidente en el vuelo 3411 de United no estaba de acuerdo con nuestro procedimiento operativo estándar y que las acciones del oficial de seguridad de aviación obviamente no son aprobadas por el Departamento ..."  La policía de aviación recibe más capacitación y mejores salarios en comparación con los guardias de seguridad privados, pero menos capacitación y menos remuneración que los oficiales del Departamento de Policía de Chicago. 
El inspector general de la ciudad, Joseph Ferguson, inició una investigación poco después del incidente. La Oficina del Inspector General (OIG) publicó sus hallazgos el 17 de octubre de 2017, en su informe del tercer trimestre de 2017. La investigación estableció que tres oficiales de seguridad de la aviación (ASO) del Departamento de Aviación de Chicago (CDA) y un sargento de seguridad de la aviación violaron las Reglas de personal de la Ciudad de Chicago. Específicamente:
- El primer ASO (James Long) violó la Política de Uso de la Fuerza de CDA cuando escaló una situación no amenazante a una físicamente violenta. El uso prolongado de la fuerza excesiva hizo que el pasajero se golpeara la cara con un apoya brazos,lo que provocó que el pasajero sufriera una conmoción cerebral, una nariz rota y la pérdida de dos dientes.

- El segundo ASO (Mauricio Rodriguez Jr.) hizo declaraciones engañosas en dos informes y el tercer ASO (Steven Smith) hizo omisiones materiales en un informe sobre el retiro enérgico por parte del primer ASO del pasajero de la aeronave.

- El Sargento (John Moore) eliminó deliberadamente los hechos materiales del "Informe de entrada / salida" de la tercera ASO y aprobó los informes sin toda la información esencial.

En respuesta al Informe de la OIG, la CDA despidió a Long y Moore, y emitió suspensiones de cinco días a Rodríguez y Smith.

## Respuestas

### United Airlines
El 9 de abril, United emitió una declaración: "El vuelo 3411 de Chicago a Louisville estaba sobrecargado. Después de que nuestro equipo buscó voluntarios, un cliente se negó a abandonar la aeronave voluntariamente y se pidió a la policía que viniera a la puerta. Pedimos disculpas por la sobrecarga. Más detalles sobre el cliente retirado deben dirigirse a las autoridades ". La compañía también tuiteó" El vuelo 3411 de Chicago a Louisville tenía exceso de reservas. Después de que nuestro equipo buscó voluntarios, un cliente se negó a irse la aeronave se solicitó voluntariamente y se pidió a la policía que viniera a la puerta ". Para el 11 de abril, United corrigió su declaración anterior, indicando que el vuelo en realidad no estaba sobrecargado, pero se agotaron, y los cuatro empleados que necesitaban los asientos se consideraron pasajeros "obligatorios" que tenían que viajar a otra ciudad para trabajar como tripulantes de aeronaves. 
El director ejecutivo de United, Oscar Muñoz, declaró el 10 de abril: "Este es un evento perturbador para todos los que estamos aquí en United. Me disculpo por tener que volver a acomodar a estos clientes. Nuestro equipo se está moviendo con un sentido de urgencia para trabajar con las autoridades y la conducta nuestra propia revisión detallada de lo que sucedió. También estamos contactando a este pasajero para hablar directamente con él y abordar y resolver esta situación ".  El uso de Munoz de la palabra" realojamiento "recibió una atención particular y ridículo de las redes sociales y comentaristas. Las palabras "realojar" y "realojarse" aparecen varias veces en el texto del Contrato de Transporte estándar de United Airlines. 
Más tarde, el 10 de abril, en un correo electrónico a los empleados, Muñoz elogió y defendió las acciones de la tripulación, mientras afirmaba que el pasajero era "perturbador y beligerante".  Afirmó que "Nuestros empleados siguieron los procedimientos establecidos para tratar situaciones como esta. "[88] Esto llevó a una petición en línea que pedía su renuncia. 
En una declaración pública posterior publicada por United en la tarde del 11 de abril de 2017,  Muñoz fue más conciliador. Su nota describió el incidente de Dao como "verdaderamente horrible" y expresó una comprensión de la "indignación, ira, decepción" que muchos sintieron. Asumió toda la responsabilidad y se disculpó, agregando que "nadie debería ser maltratado de esta manera". Prometió realizar una revisión exhaustiva y publicar un informe antes del 30 de abril. La declaración pública termina con "Le prometo que lo haremos mejor".
Durante una entrevista televisiva el 12 de abril, Muñoz anunció que, con efecto inmediato, United Airlines ya no usaría a la policía en situaciones de choques involuntarios: "No vamos a poner a un oficial de la ley ... [en un avión de United] para eliminar un pasajero reservado, pagado, sentado ". Se disculpó con Dao y su familia y dijo: "Eso no es lo que es nuestra familia en United. Nos vio en un mal momento; esto puede y nunca volverá a suceder en un vuelo de United Airlines. Esa es mi promesa". Cuando se le preguntó si Dao tenía la culpa de alguna manera, dijo: "No, no puede ser ... nadie debería ser tratado de esa manera, punto". 
En respuesta a una petición firmada, Muñoz dijo que no tenía intención de renunciar. 
Tres días después del incidente, United Airlines eligió proporcionar a todos los pasajeros a bordo una compensación del Vuelo 3411 de United Express igual al costo de sus boletos. Un correo electrónico obtenido por CNN indicó que esta compensación consistía en un cupón de $ 500 para viajes futuros en United Airlines. El 13 de abril de 2017, United anunció internamente un cambio de política para garantizar que las tripulaciones de vuelo estén reservadas "al menos 60 minutos antes de la salida". El 18 de abril, Muñoz informó que, como resultado, nadie sería despedido. del incidente. 
El 21 de abril, se informó que Muñoz no se convertiría en presidente de la aerolínea, como se había planeado, debido al incidente. El acuerdo de empleo de Muñoz se enmendó después del incidente para reflejar que no sería elevado a presidente. En un informe del gobierno, United dijo que la aerolínea estaba desarrollando un programa para 2017, de modo que la compensación estaba "directa y significativamente vinculada al progreso en la mejora de la experiencia del cliente". 
United y Dao llegaron a un acuerdo confidencial el 27 de abril. Aunque los términos financieros del acuerdo se mantienen confidenciales, una de las estipulaciones del acuerdo fue que Dao no podía demandar a la ciudad de Chicago. Al mismo tiempo, la aerolínea anunció diez cambios de política en respuesta al incidente. Esto incluía aumentar la cantidad máxima de vales de viaje a los pasajeros "rebotados" de los vuelos a hasta $ 10,000 y una tarifa de $ 1,500 "sin preguntas" por el equipaje perdido de forma permanente, y la aerolínea se comprometió a reducir el exceso de reservas. 

### Profesionales de las relaciones públicas
El manejo del incidente por Muñoz fue descrito como una "respuesta torpe" por Bloomberg News, parte de un "desastre de relaciones públicas" para United. Muñoz fue nombrado "Comunicador del Año 2017" por PRWeek en marzo de 2017.  Steve Barrett, editor en jefe de PRWeek US, luego señaló: "Es justo decir que si PRWeek eligiera ahora su Comunicador del Año, no se lo otorgaríamos a Oscar Muñoz ... A tiempo, el episodio y la respuesta posterior será citado en los libros de texto como un ejemplo de cómo no responder en una crisis ". El experto en relaciones públicas, Rupert Younger, director del Centro de Reputación Corporativa de la Universidad de Oxford, calificó el manejo de la situación como" una gran decepción ". En opinión de Younger, Muñoz debería haberse movido más rápido y haberse disculpado más genuinamente desde el principio. El ex subsecretario de Estado para Asuntos Públicos, Philip J. Crowley, dijo: "Es difícil pensar en un estudio de caso que se haya equivocado tan rápidamente".

### Consejo Ejecutivo de United Master
El 13 de abril de 2017, el United Master Executive Council, la unidad de negociación de United Airlines del sindicato Air Line Pilots Association, emitió una declaración para trasladar la culpa de United a Republic Airline, una de las aerolíneas contratadas para operar vuelos de United Express. y especialmente el Departamento de Aviación de Chicago. La declaración decía en parte: "este incidente violento nunca debería haber ocurrido y fue el resultado de una fuerza bruta excesiva por parte del personal del Departamento de Aviación de Chicago". 

### Otras aerolíneas
Emirates lanzó una campaña publicitaria que parodia el eslogan de "Fly the Friendly Skies" de United Airlines y las declaraciones anteriores de Muñoz sobre las aerolíneas en el Medio Oriente.  Royal Jordanian puso una foto de un letrero de no fumar en su cuenta de Twitter con los mensajes: "Nos gustaría recordarle que los pasajeros y la tripulación prohíben estrictamente los vuelos en los vuelos" y "Estamos aquí para mantenerlo #unidos (United). El arrastre está estrictamente prohibido ".
Delta Air Lines aumentó la cantidad de compensación que los supervisores pueden ofrecer a los pasajeros desplazados de $1,350 a $9,950 con agentes de puerta capaces de ofrecer $2,000, en comparación con $800. American Airlines también promulgó una nueva política: los pasajeros que ya han abordado nunca serán retirados para que puedan sentarse otros. Southwest Airlines anunció que ya no reservará en exceso los vuelos. 

### Gobierno de Estados Unidos

#### Rama ejecutiva
La página web "We the People" de la Casa Blanca recibió 100,000 firmas de petición en un día, superando el umbral necesario para la revisión oficial, exigiendo una investigación gubernamental sobre el incidente. El secretario de prensa de la Casa Blanca, Sean Spicer, comentó que "fue un incidente desafortunado" y agregó que "cuando miras el video, es preocupante ver cómo se manejó eso". 
El Departamento de Transporte de los Estados Unidos (USDOT) dijo que estaba revisando el incidente. "Si bien es legal para las aerolíneas empujar [involuntariamente] a los pasajeros de un vuelo sobrevendido cuando no hay suficientes voluntarios, es responsabilidad de la aerolínea determinar sus propias prioridades de embarque justas", dijo la agencia en un comunicado. El 12 de abril, el USDOT declaró que estaba "revisando el embarque denegado involuntario de un pasajero(s) del vuelo 3411 de United Express para determinar si la aerolínea cumplía con la regla de sobreventa". 
El gobernador de Nueva Jersey, Chris Christie, le pidió a la Secretaria de Transporte de los Estados Unidos, Elaine Chao, que suspendiera el permiso a las aerolíneas para reservar en exceso a los pasajeros.
El presidente de los Estados Unidos, Donald Trump, criticó la respuesta de United Airlines a Dao en una entrevista con The Wall Street Journal. Dijo que el trato de la aerolínea con sus clientes era "horrible" y que la aerolínea debería haber aumentado aún más la oferta financiera a los clientes para que abandonen el avión voluntariamente, en lugar de optar por utilizar la fuerza. Trump le dijo a The Wall Street Journal: "Sabes, hay un punto en el que me estoy bajando del avión ... en serio. Deberían haber subido más alto. Pero para decir al azar: 'Te estás yendo del avión, "Eso fue terrible". 

## Impacto en la cultura popular
El comediante Jimmy Kimmel criticó a United Airlines y su manejo del incidente en un segmento de cinco minutos de Jimmy Kimmel Live! que se emitió el 10 de abril de 2017 e incluyó un video del incidente. Kimmel, refiriéndose a la palabra "realojamiento" que usó Muñoz, dijo: "Eso es un gran desorden, no diga nada, no se responsabiliza, BS corporativo". 
El incidente fue discutido en muchos otros programas de comedia, incluyendo Conan, Ellen y Saturday Night Live.  En un boceto de la SNL, el personaje de Jimmy Fallon, Doug, propone casarse con Jen de Cecily Strong después de admitir que cometió "uno de los mayores errores que una persona puede cometer". Jen responde: "¡No, Doug! ¡Arrasaste a un hombre de un avión esta semana!"
La portada de la edición del 22 de mayo del New Yorker mostraba al exdirector del FBI James Comey, quien acababa de ser despedido, siendo arrastrado por el pasillo de un avión por el Fiscal General de los Estados Unidos, Jeff Sessions. 
El actor estadounidense Will Ferrell mencionó el incidente en su discurso de graduación de mayo de 2017 a la clase graduada de la Universidad del Sur de California. Refiriéndose a su título honorario de Doctor en Humanidades otorgado el mismo día, bromeó: "La próxima vez que vuele y me pregunten si hay un médico a bordo, ahora puedo saltar con confianza y gritar: 'Estoy un médico, ¿qué puedo hacer? Sí, no hay problema, puedo dar a luz a ese bebé ". Ojalá sea en United Airlines, en cuyo caso seré sometido y arrastrado fuera del avión de inmediato, que todos sabemos se grabará en el iPhone de alguien y se pondrá en YouTube".

## Incidentes similares
A un pasajero en un vuelo de United Airlines que compró un boleto de primera clase a precio completo desde Lihue a Los Ángeles se le dijo que bajara del avión porque "necesitaban el asiento para alguien más importante".  Según el pasajero, el agente de la puerta dijo bruscamente: "Tenemos una lista de prioridades, y usted está al final de la misma". El agente de la puerta lo amenazó diciendo que sería arrestado y puesto esposas.  El pasajero también dijo: "El tipo que está sentado a mi lado, que aparentemente es un viajero frecuente de United, dijo: '¡Oye, hombre! Se ponen muy mal por estas cosas. Llamarán a la policía' ' Ahora está considerando una acción legal contra United. 
Después de pagar aproximadamente $ 1,000 por un asiento para su hijo de dos años, una mujer se vio obligada a sostener al niño en su regazo durante más de tres horas cuando United Airlines revendió el asiento del niño a un pasajero en espera. El pasajero apeló a la azafata, quien se encogió de hombros y dijo que el vuelo estaba lleno. El pasajero tenía miedo de empujar el problema debido a lo que le pasó a Dao. Cuando voló de regreso a Hawái, United Airlines la ascendió a clase ejecutiva, le brindó acceso a la sala de espera de United en el aeropuerto y le dio una lei. 
El personal de Delta Airlines retiró de la aeronave a una familia en un vuelo de Delta Airlines y fue amenazada con prisión y pérdida de la custodia de sus hijos por parte del personal de Delta Airlines por no ceder un asiento que habían comprado para su hijo adolescente que no volaba en el avión. vuelo. Delta se negó a proporcionar compensación o alojamiento a la familia.

## Entrevista del 2019 con Dao
El 9 de abril de 2019, dos años después del incidente, David Dao fue entrevistado por ABC News, hablando por primera vez desde el incidente. Dao afirmó que cuando vio el vídeo, "simplemente lloró". 